# Ashley Bell
Ashley Bell (née le 26 mai 1986 à Santa Monica, en Californie) est une actrice américaine, connue pour son rôle de Nell Sweetzer dans Le Dernier Exorcisme (2010).

## Biographie
Ashley Bell étudie à la Tisch School of the Arts de la New York University et en sort diplômée en 2007 avec un baccalauréat en Beaux-Arts.
Elle a fait une apparition dans quelques séries cinématographiques ou télévisuelles comme Boston Public et CSI: Crime Scene Investigation.
Ashley fait ses débuts au cinéma avec le film Le Dernier Exorcisme en 2010. Sa performance a été acclamée par la critique et lui a valu une nomination au Independent Spirit Award pour le meilleur second rôle féminin.
Le New York Post a salué sa prestation comme « digne d'un Oscar » (« Oscar-worthy work ») pour son portrait d'une jeune fille possédée.

### Vie privée
Elle est la fille d'un couple d'acteurs, Victoria Carroll (en) et Michael Bell.

## Filmographie

### Cinéma
- 2010 : Le Dernier Exorcisme de Daniel Stamm : Nell Sweetzer
- 2011 : Initiation (court métrage)
- 2012 : The Day de Douglas Aarniokoski : Mary
- 2013 : Le fusilier marin 3: L'invasion : Lilly Carter
- 2013 : Le Dernier Exorcisme 2, d'Ed Gass-Donnelly : Nell Sweetzer
- 2013 : Sparks : Lady Heavenly
- 2016 : Carnage Park : Vivian Fontaine
- 2017 : Novitiate de Margaret Betts : sœur Margaret

### Télévision
- 2003 : Boston Public (série) : Collen (épisode 23)
- 2007 : Les Experts : Las Vegas (série) : Lanie
- 2009 : United States of Tara (série) : Tonya (4 épisodes)
- 2009 : State of Play : Voix
- 2009 : Stay Cool : Valedictorian	(sorti directement en vidéo)
- 2010 : Magi : voix
- 2011 : The Day : Mary (straight-to-video)
- 2011 : The Truth About Angels : Redhead
- 2012 : Chasing Shakespeare : Molly
- 2012 : Les Pingouins de Madagascar (série télévisée d'animation) : Zoe, voix
- 2012 : Sparks : Lady Heavenly[réf. nécessaire]
- 2013 : The Bounceback : Cathy
- 2013 : The Marine 3: Homefront (vidéo)
- 2013 : The Walking Dead: The Oath : Karina